# Barna Béla (növénynemesítő)
Barna Béla (Budapest, 1931. június 19. – Budapest, 1979. január 15.) agrármérnök, a mezőgazdasági tudományok kandidátusa (1962).

## Életrajza
Szülővárosában érettségizett, utána a Szovjetunióban folytatta tanulmányait a Micsurin Gyümölcs- és Zöldségtermesztő Főiskolán. Itt speciális gyümölcs-, zöldségnemesítő és magtermelő szakon tanult. 1954-ben végezte tanulmányait. Főleg a görögdinnye biológiájának és agrotechnikájának kérdéseit tanulmányozta.
1955 őszétől a Kertészeti és Szőlészeti Főiskola tanársegédje lett.
Budapesten halt meg 48 évesen, 1979. január 19-én.

## Munkái
- Mezőgazdasági alapismeretek az általános gimnáziumok politechnikai oktatása részére (1. osztály, Budapest, 1960)
- Egyes tulajdonságok öröklődése görögdinnye fajtakereszteződés F2 nemzedékében (Budapest, 1962)
- Hímtelen uborka felhasználásának lehetőségei heterózis vetőmag előállítására (Budapest, 1962)